# Nevoy
Nevoy – miejscowość i gmina we Francji, w Regionie Centralnym, w departamencie Loiret.
Według danych na rok 1990 gminę zamieszkiwało 1007 osób, a gęstość zaludnienia wynosiła 33 osoby/km² (wśród 1842 gmin Regionu Centralnego Nevoy plasuje się na 393. miejscu pod względem liczby ludności, natomiast pod względem powierzchni na miejscu 333.).